# ایگل اینترپرایسز
ایگل انترپرایسز،(به انگلیسی: Agel Enterprises) شرکت با مسئولیت محدود (LCC)، یک شرکت بازاریابی چند سطحی (MLM) است که مکمل‌های غذایی تهیه می‌کند که در مارس ۲۰۰۵ در پروو، یوتا، ایالات متحده پایه‌گذاری شد.